# 科派亞縣 (密西西比州)
是美國密西西比州西南部的一個縣。面積2,019平方公里。根据美國2000年人口普查，共有人口28,757人。縣治黑澤爾赫斯特 （Hazlehurst）。
目前的縣成立於1823年1月21日。縣名是印第安語「叫豹」的意思。